# Гольц, Кольмар фон дер
Барон Вильгельм Леопольд Ко́льмар фон дер Гольц (нем. Wilhelm Leopold Colmar Freiherr von der Goltz, Гольц-паша; 12 августа 1843, Лабиау, Восточная Пруссия — 19 апреля 1916, Багдад, Османская империя) — прусский генерал-фельдмаршал.

## Биография
Гольц родился в обедневшей дворянской семье Гольц. Воспитанник кадетского корпуса, в 1861 году он был выпущен лейтенантом в 41-й пехотный полк.
Участник Австро-прусской войны, был ранен под Траутенау.
В 1867 году окончил Прусскую военную академию, после чего служил в военно-топографическом отделе Генерального штаба.
Во время Франко-прусской войны состоял при штабе 2-й армии. Участвовал в сражениях под Вионвилем, Гравелотом, Орлеаном, Ле-Маном и осаде Меца.
С 1871 года — преподаватель военной школы в Потсдаме. С 1878 года служил в военно-историческом отделе Большого Генштаба и одновременно преподавал в Военной академии.
С 1883 года, после сближения Кайзеровской Германии с Османской империей, Гольц состоит на службе у османских султанов. Заведовал военно-учебными заведениями. Приняв Константинопольскую военную школу с 450 слушателями, Гольц за 12 лет увеличил их число до 1700, а общее число учащихся в турецких военно-учебных заведениях до 14 тысяч. Назначенный в 1886 году помощником начальника турецкого генерального штаба, Гольц совместно с Музареф-пашой выработал закон о призыве, преобразовавший комплектование армии. Затем он издал:
- Правила призыва,
- Мобилизационный устав,
- Устав полевой службы,
- Устав внутренней службы,
- Устав гарнизонной службы и
- Наставление о ведении крепостной войны.

Реорганизованная Гольцем турецкая армия победила в войне с Грецией 1897 года. После чего Гольц-паша был произведён в муширы (маршалы)… Гольц протежировал немецкому художнику-маринисту Францу Херпелю, коего в 1885 г. пригласил в Турцию и представил султану (падишаху) Абдул-Хамиду II.
В 1896 году Гольц возвратился в Германию, где был произведён в чин генерал-лейтенанта и назначен командиром 5-й пехотной дивизии. С 1899 года — шеф инженерного и пионерного корпуса и генерал-инспектор укреплений. Организовал ряд крепостных и десантных манёвров. С 1902 года командир 1-го армейского корпуса. С 1907 года генерал-инспектор военно-учебных заведений Германии, затем генерал-инспектор 6-й армейской инспекции.
В 1909—1912 годах Гольц — вице-председатель Высшего военного совета Турции. В 1911 году ему присвоено звание прусского генерал-фельдмаршала; вскоре фон дер Гольц вышел в отставку. В начале Первой мировой войны возвращён на службу. Был генерал-губернатором оккупированной немцами Бельгии.
С ноября 1914 по апрель 1915 года — адъютант султана Мехмеда V. Фактически возглавил руководство военными действиями турецкой армии. С 14 апреля 1915 года — командующий 1-й турецкой армией, дислоцированной в районе Константинополя. С октября 1915 — командующий 6-й турецкой армией, объединил в своих руках руководство германскими и турецкими войсками в Месопотамии. Разбил английского генерала Чарльза Таунсенда при Ктесифоне 23 декабря 1915 года, после чего тот вынужден был уйти с войсками в Эль-Кут, где впоследствии капитулировал — через несколько дней после смерти Гольца.
В начале 1916 г. Гольц провёл переговоры с восставшими армянами в Эдессе. Гольц обещал, что армяне не будут депортированы, если они немедленно сложат оружие. Армяне сдались и вскоре были депортированы и уничтожены. При этом Гольц заведомо знал, что турецкие власти не станут выполнять никаких обещаний.
Гольц умер от тифа (по официальной версии) или от яда (по неофициальной). Похоронен по его желанию в Константинополе.

## Труды
- Feldzug 1870-71. Die Operationen der II. Armee. Berlin, 1873.
- Angeline. Stuttgart, 1877.
- Leon Gambetta und seine Armee. Berlin, 1877.
- Rossbach und Jena. Studien über die Zustände und das geistige Leben der preußischen Armee während der Uebergangszeit von XVIII. zum XIX. Jahrhundert. Berlin, 1883.
- Das Volk in Waffen, ein Buch über Heerwesen und Kriegführung unserer Zeit. Berlin, 1883.
- Ein Ausflug nach Macedonien. Berlin, 1894.
- Kriegführung. Kurze Lehre ihrer wichtigsten Grundsätze und Formen. Berlin, 1895.
- Anatolische Ausflüge, Reisebilder von Colmar Freiherr v. d. Goltz; mit 37 Bildern und 18 Karten. Berlin, 1896.
- Krieg- und Heerführung. Berlin, 1901.
- Von Rossbach bis Jena und Auerstedt; ein Beitrag zur Geschichte des preussischen Heeres. Berlin, 1906.
- Von Jena bis Pr. Eylau, des alten preussischen Heeres Schmach und Ehrenrettung; eine kriegsgeschichtliche Studie von Colmar Frhr. v. d. Goltz. Berlin, 1907.
- Jung-Deutschland; ein Beitrag zur Frage der Jugendpflege. Berlin, 1911.
- Kriegsgeschichte Deutschlands im neunzehnten Jahrhundert. Berlin, 1910—1912.
- 1813; Blücher und Bonaparte, von Feldmarschall Frhn. v. d. Goltz.. Stuttgart and Berlin, 1913.

На русском
- Шлезвиг-гольштейнские войны. — СПб.: Евразия, 2021. — 224 с. — (Parvus Libellus). — ISBN 978-5-8071-0544-8.